# Ulrich Berkes
Ulrich Berkes (* 11. Mai 1936 in Halle (Saale); † 21. Dezember 2022 in Berlin) war ein deutscher Dichter und Schriftsteller.

## Leben und Werk
Ulrich Berkes arbeitete zunächst als Dreher und Fräser, später als Lehrer. Von 1967 bis 1970 studierte er am Institut für Literatur ‚Johannes R. Becher’.
1976 veröffentlichte er den Lyrikband Ikarus über der Stadt. Einige Prosagedichte dieses Bandes nehmen Bezug auf homosexuelle Themen. 1984 folgte mit Tandem ein weiterer Lyrikband. Sein bekanntestes Werk ist Eine schlimme Liebe (1987). Das Tagebuch beinhaltet Tagebuchnotizen des Autors, in denen er – für die DDR Mitte der 1980er Jahre ungewöhnlich direkt – die Beziehung zu seinem Lebenspartner sowie sein Alltagsleben schildert. Er nimmt nicht nur im Titel Bezug auf Die Gesänge des Maldoror des Comte de Lautréamont, sondern stellt seine Erlebnisse direkt dem Werk und dem Leben von Lautréamont gegenüber. Diese Buchveröffentlichungen erschienen, so wie Berkes’ Debüt, bei Aufbau.
1997 erschien ein Auswahlband mit Lyrik von Berkes im Aachener Rimbaud Verlag, als Titel wurde jener der ersten Buchveröffentlichung des Autors aufgegriffen. Zudem veröffentlichte Berkes in Anthologien wie etwa dem von Hans Stempel und Martin Ripkens herausgegebenen Band Ach Kerl, ich krieg Dich nicht aus meinem Kopf. Männerliebe in deutschen Gedichten unseres Jahrhunderts (dtv, 1997). 
Der Autor war auch als Herausgeber tätig. Als Dozent bei den Poetenseminaren der FDJ war Berkes wegweisend für einige Lyriker, so unter anderem für Thomas Böhme und Dieter Kalka. 

## Veröffentlichungen
- Ikarus über der Stadt. Prosagedichte. Aufbau Verlag, 1976.
- Goethe eines Nachmittags. Porträtgedichte. Eine Anthologie (hrsg. gemeinsam mit Wolfgang Trampe). Aufbau Verlag, 1979.
- Tandem. Gedichte. Aufbau Verlag, 1984.
- Eine schlimme Liebe. Tagebuch. Aufbau Verlag, 1987.
- Ikarus über der Stadt. Ausgewählte Gedichte. Aachen, Rimbaud, 1997.